# Едит Фаркаш
Едит Елизабет Фаркаш (на унгарски: Edith Elizabeth Farkas) е антарктическа изследователка, първата унгарка и също първата жена от Метеорологичната служба на Нова Зеландия, която стъпва в Антарктика. Освен това провежда водещи изследвания в световен мащаб за наблюдение на озона в продължение на повече от 30 години.

## Биография
Едит Фаркаш е родена на 13 октомври 1921 г. в Дюла, Унгария. Посещава основно и средно образование в Сентготхард и Дьор. През 1939 г. Фаркаш влиза в университет и завършва през 1944 г. специалност математика и физика в Католическия университет Петър Пазмани в Будапеща. Заминава за Нова Зеландия като бежанка. През 1949 се установява в Нова Зеландия, където завършва физика през 1952 г. в Университета Виктория в Уелингтън.

## Кариера и влияние
Фаркаш е метеоролог, изследовател на озона. Започва да работи като метеоролог в Изследователския отдел на Новозеландската метеорологична служба през 1951 г. и остава там 35 години.
Фаркаш наблюдава озона от 50-те години до пенсионирането си през 1986 г., предприемайки водещо световно изследване в областта на наблюдението на озона за повече от три десетилетия. През 60-те години работата ѝ се измества към изследване на атмосферния озон и измерването на общото количество озон с озонов спектрофотометър на Добсън Фаркаш е една от малкото международни учени, които се посвещават на изследване на атмосферния озон, интерес, който в тази ера се използва до голяма степен като за подпомагане на изследванията на атмосферното движение на въздуха. Работата ѝ допринася за откриването на „дупка в Озоновия слой“, което променя завинаги поведението на страните по отношение на замърсяването. Интересът ѝ към измерване на атмосферния озон води естествено до прилагате на нейната експертиза за наблюдение на повърхностния озон като част от изследванията за замърсяване на въздуха и също за измерване на атмосферната мътност.
Фаркаш е първата унгарка и също първата жена от Метеорологичната служба на Нова Зеландия, която стъпва на Антарктика през 1975 г. Дневниците, които си води през Втората световна война стават основа за книга наречена The Farkas Files.

## Смърт и наследство
Фаркаш е първата жена наградена с наградата Хенри Хил на Метеорологичната служба на Нова Зеландия през 1986 г.,след пенсионирането си. Получава специално признание на Четиридневния озонов симпозиум в Германия през 1988 г. за 30-годишния ѝ принос към изследванията на озона.  Фаркаш дарява редица лични вещи свързани с кариерата ѝ на музей. Сред тези лични вещи са скални проби от Антарктика, снимки, публикации и оригинално копие на разказа ѝ за престоя ѝ на най-южния континент. Фаркаш води дълга битка с рак на костите, но умира в Уелингтън на 3 февруари 1993 г.